# 기데온 사르

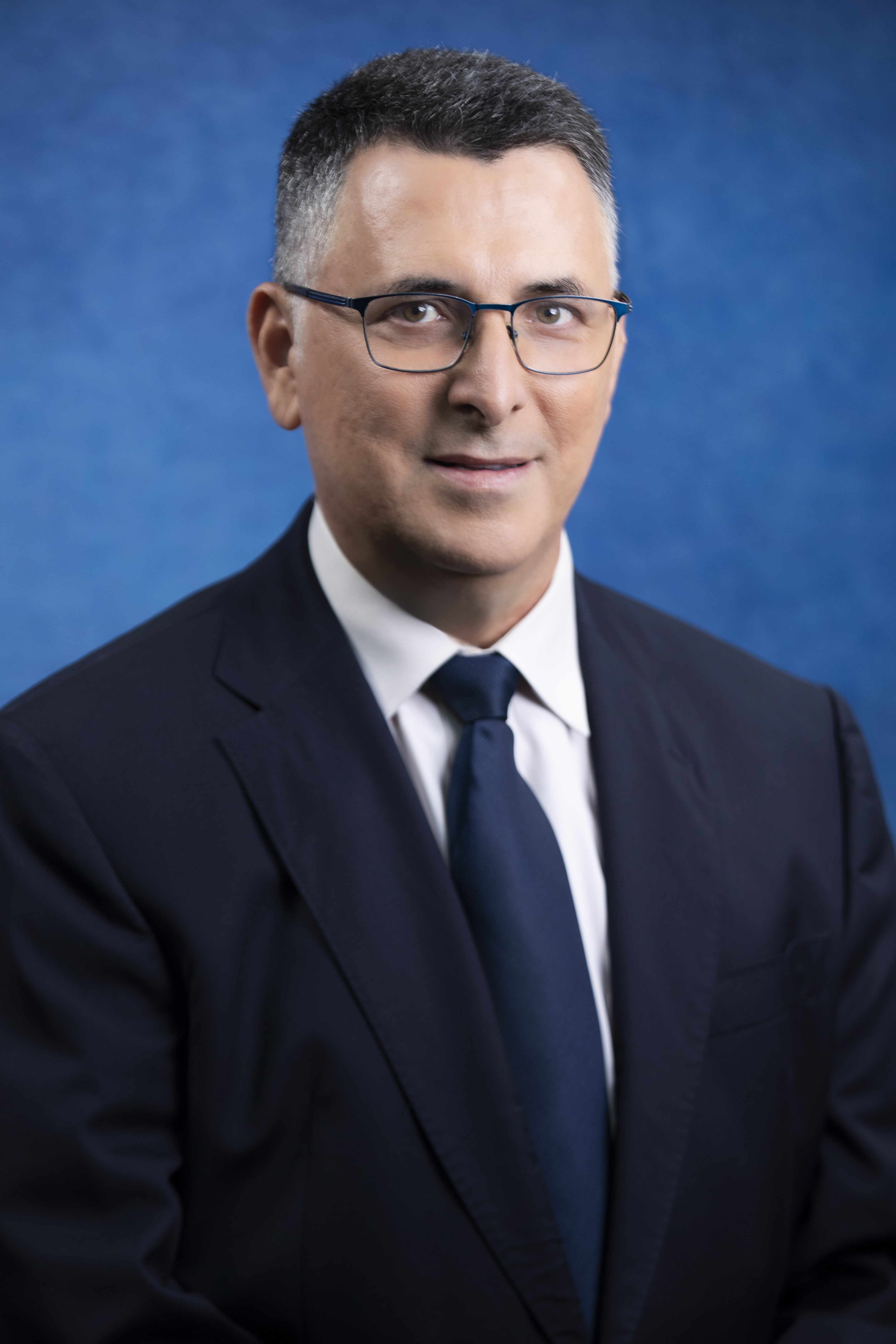
2023

기데온 모셰 사르(히브리어: גִּדְעוֹן משה סַעַר,‎ 1966년 12월 9일~)는 이스라엘의 정치인으로 2003년부터 2014년까지 리쿠드 소속 국회의원이었으며, 2009년부터 2014년까지 교육부 장관 및 내무장관을 지냈다. 2019년 국회 복귀 후 리쿠드 전당대회에 출마했으나 낙선했으며, 새희망당 창당 이후 국회를 떠났다.